# کمان‌دندان‌سانان
کمان‌دندان‌سانان (نام علمی: Toxodonta) نام یک زیرراسته از راسته جنوب‌سمان است.